# William Blanchard Jerrold
William Blanchard Jerrold (* 23. Dezember 1826 in London; † 10. März 1884) war ein  englischer Schriftsteller.
William Blanchard Jerrold, Sohn des Douglas William Jerrold,  machte Kunststudien, lieferte frühzeitig Illustrationen zu Artikeln seines Vaters im Illuminated Magazine und machte sich literarisch bekannt durch Erzählungen, wie The disgrace of the family (1848), und Lustspiele, von denen sich As cool as a cucumber (1850) auf der Bühne erhalten hat.
Nach einer 1852 unternommenen Reise nach Schweden gab er A bragebeaker with the Swedes (1854) heraus, worauf 1855 das Buch Imperial Paris folgte.
Von diesem Zeitpunkt an lässt sich der eigentümliche Standpunkt datieren, den Jerrold. seitdem einnahm: Verbindung der Demokratie und volkstümlichen Monarchie (Imperialismus). Diesen Standpunkt geltend zu machen, sollte ihm bald ein mächtiges Werkzeug werden, indem er nach seines Vaters Tod (1857) die Redaktion von Lloyd's Weekly Newspaper übernahm, das sich einer Verbreitung von 600,000 Exemplaren rühmen darf.
Jerrold erfüllte zunächst die Pflicht der Pietät gegen seinen Vater, indem er dessen Leben und Nachlass herausgab (1859), und erhielt 1863 infolge einer Reihe von Aufsätzen über die Armen Londons (in der Morning Post 1862) den Auftrag, die Pariser Armenverwaltung einer genauen Prüfung zu unterziehen.
Früchte dieses Aufenthalts in Frankreich waren der Roman
- The children of Lutetia (1864) und verschiedene Reiseschriften, wie:
- At home in Paris and a trip through the vineyards of Spain (1864 u. ö.),
- On the boulevards (1867),
- Paris for the English (3. Aufl. 1868) etc.

Von seinen übrigen Arbeiten sind bemerkenswert: die Romane:
- Two lives (1865),
- Up and down in the world (1866, 3 Bde.) und
- Passing the time (1865);
- The Gavroche party (1870) und
- At home in Paris, at peace and at war (1871, 2 Bde.);
- The best of all good company (1871, 3 Bde.), Erinnerungen an Dickens, Walter Scott und Bulwer;
- The Christian vagabond (1872);
- The Cockaynes in Paris (1871); die Komödie
- Cupid in waiting (1871) und ein ausführliches, aber mit Vorsicht zu benutzendes
- Life of Napoleon III.  (1875–77, 4 Bde.), wofür er von der kaiserlichen Familie mit Material unterstützt wurde.

Ferner erschienen von ihm:
- London, a pilgrimage (mit Illustrationen von Gustave Doré, 1872); die Erzählung
- Cent per cent (1874);
- Egypt under Ismail Pasha (1879);
- The Belgium of the East (1882) und
- The life of George Cruikshank  (1882, 2 Bde.). Er gab  unter dem Namen Fin-Bec seit 1867 The Epicure's year-book heraus.

Dieser Artikel basiert auf einem gemeinfreien Text aus Meyers Konversations-Lexikon, 4. Auflage von 1888 bis 1890.
| Personendaten    | Personendaten              |
| ---------------- | -------------------------- |
| NAME             | Jerrold, William Blanchard |
| KURZBESCHREIBUNG | englischer Schriftsteller  |
| GEBURTSDATUM     | 23. Dezember 1826          |
| GEBURTSORT       | London                     |
| STERBEDATUM      | 10. März 1884              |